# Glycorachie
 Mise en garde médicale
La glycorachie désigne la concentration de glucose dans le liquide cérébrospinal, dont la norme physiologique est fixée à 0,6 g/L (2,5 à 4,4 mmol/L soit 0,45 à 0,8 g/L).
Du fait de la variation même de la glycémie, la glycorachie est souvent exprimée par le rapport :
{\displaystyle {\frac {[glucose]_{LCS}}{[glucose]_{sang}}}} avec une norme fixée à 60 %.

## Définition
Une glycorachie normale est à peu près égale à la moitié de la glycémie (60 % de la glycémie).
Déséquilibres :
- hypoglycorachie si ce taux est insuffisant, se présente entre autres dans plusieurs pathologies infectieuses[2] ;
- hyperglycorachie si ce taux est excessif, presque toujours liée à une hyperglycémie[2].

## Rapport glycorachie / glycémie
Le rapport glycorachie / glycémie est une mesure permettant de comparer le taux de glucose dans le liquide cérébrospinal (LCS) et dans le sang.
Puisque plusieurs bactéries utilisent le glucose comme substrat métabolique, et grâce aux propriétés de transfert de la barrière hémato-encéphalique, ce ratio peut être utilisé dans l'orientation vers une méningite bactérienne ou fongique.

### Interprétation et applications cliniques
La valeur normale est de 0,6.
Cette mesure est utilisée dans la distinction  entre méningite bactérienne et virale. Bien que ce ne soit pas une règle absolue, une valeur inférieure à 0,4 traduit une origine bactérienne, alors qu'une valeur normale ne permet pas de l'éliminer (exemple : méningite à Listeria monocytogenes où ce rapport peut être normal).